# Cinco amiguetes
Cinco amiguetes es el título de una historieta de Jaime Rovira, creada en 1978 para la revista "Zipi y Zape".

## Creación y trayectoria editorial
La historia surgió a partir de una historieta sobre una pandilla de niños que Jaime Rovira dibujó para un número especial de la revista Mortadelo.
El autor también confesó inspirarse en su propia infancia al crear las aventuras de los Cinco amiguetes, aunque ninguno de ellos está basado en un personaje real:

"[...] yo siempre he vivido cerca del campo, y andaba con mis amiguetes en pandilla, construíamos cabañas, trampas, jugábamos a guerras, así como el emocionante "arte" de robar fruta, la adrenalina cuando nos atrapaban y había que salir por piernas. En fin, tuve lo que se dice una infancia feliz, un poco salvaje y llena de aventuras e imaginación, muy común en esta época y desde luego muy distinta a la de los chicos de ahora que, disponiendo de otros medios, videojuegos, ordenadores, etc, viven más encerrados en casa y seguramente en sí mismos,  y eso no  parece demasiado positivo para un niño. Pero mis dibujos no tenían ninguna pretensión pedagógica ni nada que se le parezca, sino, simplemente,  recrear un mundo donde la imaginación y el contacto con la naturaleza era lo más importante. Estimular la imaginación de los niños, darles un toque de aventura, enriquecer su mundo, que no se olviden que, además de los videojuegos también existe la naturaleza, los animales, el campo,la calle, la gente..." - Jaume Rovira.

Apareció en las revistas juveniles semanales Zipi y Zape, Mortadelo y Pulgarcito. Aunque la mayoría de sus historietas constan de dos páginas, en ocasiones especiales, como números grandes o conmemorativos, aparecía una historieta de hasta siete páginas.

## Argumento y personajes
Es el día a día de cinco niños de ciudad (de edades indefinidas, entre los siete y los doce años) que disfrutan de frecuentes excursiones campestres y aventuras con personajes muy distintos (familiares de visita, mendigos, policías...). 

### Personajes
- Tato es un chico gordo y rubio, que lleva siempre un jersy negro con una T. Es el más representativo de todo el grupo. De ideas simples y directas. Suele estar pensando en comer prácticamente todo el tiempo.
- Manolo, es un chico pequeñito y rubio, que siempre lleva un peto, de gran corazón.
- Bibi, es la única componente femenina del grupo. Rubia, como Manolo, suele enfrentarse a Tato y a Nacho.
- Juanjo, De aspecto parecido a Manolo, pero más alto y moreno. Su rasgo más característico es el sentido común. Es el hermano mayor de Tato.
- Nacho, el intelectual del grupo. Alto, rubio, pelo rizado y gafas, a medias entre inventor y filósofo.
- Pirata es el perro que acompaña al grupo en la mayoría de sus aventuras. Aunque el lector es capaz de saber lo que piensa a través de los globos de pensamiento, los cinco amiguetes no.